# الدافع الجنسي والهرمونات
يتأثر الدافع الجنسي بهرمونات مثل هرمون التستوستيرون والإستروجين والبروجستيرون والأوكسيتوسين والفاسوبريسن. تتحكم هرمونات الجنس في معظم أنواع الثدييات في القدرة على الانخراط في السلوكيات الجنسية. ومع ذلك، لا تنظم الهرمونات الجنسية بشكل مباشر القدرة على التزاوج في الرئيسات (بما في ذلك البشر). بدلا من ذلك، ليس للهرمونات الجنسية في الرئيسيات سوى تأثير واحد على الدافع للانخراط في السلوكيات الجنسية.

## قياس الدافع الجنسي
يمكن قياس الدافع الجنسي باستخدام مجموعة متنوعة من التقنيات المختلفة. تُستخدم التقارير الذاتية مثل قائمة الرغبة الجنسية للكشف عن مستويات الدافع الجنسي لدى البشر. يمكن استخدام تقنيات التقرير الذاتي الوهمية لضمان عدم تزوير الأفراد لإجاباتهم لتمثيل النتائج المرغوبة اجتماعيًا. يمكن أيضًا فحص الدافع الجنسي ضمنًا من خلال تكرار السلوك الجنسي بما في ذلك الاستمناء.

## الهرمونات

### التستوستيرون

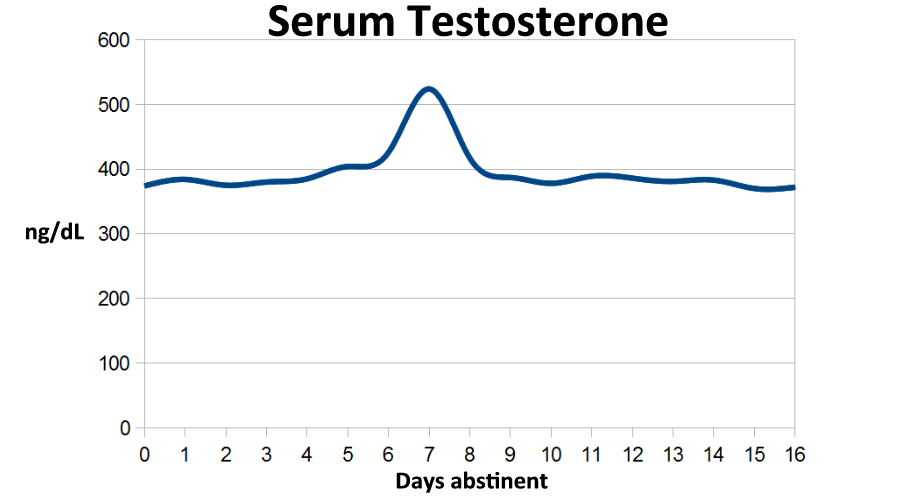
وفقا لبيانات من مجلة جامعة تشجيانغ للعلوم، فإن مستويات هرمون تستوستيرون الذكور تظهر إيقاع يتوافق مع النشاط الجنسي الحديث.

يبدو أن هرمون التستوستيرون عامل رئيسي يسهم في الدافع الجنسي لدى الرئيسيات الذكور بما في ذلك البشر. ثبت أن القضاء على هرمون التستوستيرون في مرحلة البلوغ يقلل من الدافع الجنسي لدى ذكور الرئيسيات. تتناقص الرغبة الجنسية والاستمناء بين الذكور الذين عانوا من ضعف وظيفة الخصية بسبب مضادات الهرمون المطلق الموجه للغدد التناسلية(GnRH) بعد أسبوعين من العملية. تشير الأبحاث التي أجريت على قرود ريسوس الذكور إلى وجود دور لهرمون التستوستيرون لزيادة الدافع الجنسي، مما يحفز الذكور على التنافس للوصول إلى شركاء جنسيين. من المفترض أن التأثيرات المحفزة للتستوستيرون في قرود الريسوس الذكور تعزز المنافسة الجنسية الناجحة وقد تكون أدوات تحفيز مهمة للذكور ذوي الرتب المنخفضة.  من المهم ملاحظة أن القضاء على هرمون التستوستيرون في الرئيسيات لا يقلل من القدرة على التكاثر؛ بدلا من ذلك، فإنه يقلل من الدافع.
وقد تبين أن مستويات هرمون تستوستيرون في الذكور تختلف وفقا لحالة الإباضة الإناث. سجلت الذكور التي تعرضت لرائحة النساء المبيضات مستويات هرمون تستوستيرون أعلى من الذكور الذين تعرضوا لرائحة النساء غير المبيضات. قد يؤدي التعرض لإشارات الإباضة للأنثى إلى زيادة هرمون التستوستيرون، والذي بدوره قد يزيد من دافع الذكور للانخراط في السلوك الجنسي والشروع فيه. في نهاية المطاف، قد تزيد هذه المستويات العالية من هرمون التستوستيرون من النجاح التناسلي للذكور المعرضين لإشارات الإباضة الأنثوية.
العلاقة بين التستوستيرون والدافع الجنسي للإناث غامضة إلى حد ما. تشير الأبحاث إلى أن الأندروجينات ليست كافية في حد ذاتها لتحفيز الدافع الجنسي لدى الإناث. على وجه الخصوص، لاحظت الدراسات التي أجريت على قرود المكاك ريسوس أن هرمون التستوستيرون لم يرتبط بشكل كبير بالتغيرات في مستوى الدافع الجنسي لدى الإناث.  ومع ذلك، تشير بعض الأبحاث علي الرئيسيات غير البشرية إلى دور الأندروجينات في سلوك التكاثر الجنسي للإناث. تظهر قرود ريسوس الأنثوية التي يتم استئصال الغدة الكظرية فيها تناقصًا في التقبل الجنسي. كشفت دراسات لاحقة أن هذا التقلص الجنسي المتناقص كان محددًا بسبب القضاء على الأندروجينات التي يمكن تحويلها إلى هرمون الاستروجين.
يقترح أيضا أن مستويات هرمون تستوستيرون ترتبط بنوع العلاقة التي تشارك فيها. يُظهر الرجال المشاركون في علاقات متعددة مستويات هرمون تستوستيرون أعلى من الرجال المشاركين في علاقة شريك واحد. تتمتع المرأة متعددة العلاقات بمستويات أعلى من هرمون التستوستيرون وتحتل درجة أعلى في مقاييس الرغبة الجنسية مقارنة بالنساء غير المتزوجات أو اللائي لديهن علاقات مع شريك واحد. 

### الاستروجين والبروجيستيرون
ينظم الاستروجين والبروجسترون عادة الدافع للانخراط في سلوك التكاثر الجنسي للإناث في الثدييات، على الرغم من أن العلاقة بين الهرمونات والدوافع الجنسية للإناث ليست مفهومة جيدًا. على وجه الخصوص، فقد ثبت أن هرمون الاستروجين يرتبط إيجابيا بزيادة في الدافع الجنسي للإناث، وقد ارتبط البروجسترون مع انخفاض في الدافع الجنسي للإناث. غالبًا ما ترتبط فترة التبويض في الدورة الشهرية للإناث بزيادة تقبل الإناث والدافع الجنسي.  خلال هذه المرحلة من الدورة، ترتفع نسبة هرمون الاستروجين في الأنثى وتنخفض مستويات البروجسترون. في هذا الوقت، يمكن أن يؤدي التزاوج إلى الحمل.
وقد أظهرت الإناث في مراحل مختلفة من الدورة الشهرية اختلافات في الجذب الجنسي. الإناث اللاتي لا يستخدمن حبوب منع الحمل والذين يبيضون (مستويات عالية من الإستروجين) لديهم تفضيل لرائحة الرجال الذين يعانون من مستويات منخفضة من عدم التماثل المتذبذب. تعرض الإباضة الإناث تفضيلات تجاه الوجوه الذكورية وتبلغ عن جذب جنسي أكبر للذكور غير شريكهم الحالي. من منظور تطوري، قد توجه الزيادات في هرمون الاستروجين خلال فترات الخصوبة في الإناث الدافع الجنسي نحو الذكور مع الجينات التفضيلية (فرضية الجينات الجيدة).
تعاني العديد من النساء من انخفاض في الدافع الجنسي بعد انقطاع الطمث الطبيعي أو الجراحي الناجم عن انقطاع الطمث. يرتبط انقطاع الطمث بانخفاض سريع في هرمون الاستروجين، وكذلك معدل ثابت لانخفاض هرمون الأندروجين. ويعتقد أن انخفاض مستويات هرمون الاستروجين والاندروجين هو السبب في انخفاض مستويات الرغبة في الإنجاب الجنسي والدافع لدى النساء بعد انقطاع الطمث، على الرغم من أن العلاقة المباشرة ليست مفهومة جيدًا.

### الأوكسيتوسين وفاسوبريسين
ترتبط هرمونات الأوكسيتوسين والفاسوبريسين تنظيم كل من الدافع الجنسي للذكور والإناث. يتم إطلاق الأوكسيتوسين عند هزة الجماع ويرتبط بكل من المتعة الجنسية وتشكيل الروابط العاطفية. استنادًا إلى نموذج متعة الدافع الجنسي، فإن زيادة متعة التكاثر الجنسي التي تحدث بعد إطلاق الأوكسيتوسين قد تشجع الدافع للانخراط في أنشطة التكاثر الجنسي في المستقبل. يمكن أن يكون التقارب العاطفي مؤشرا قويا بشكل خاص على الدافع الجنسي عند الإناث، وقد يؤدي عدم كفاية اطلاق الأوكسيتوسين إلى تقليل إثارة التكاثر الجنسي وتحفيز الإناث.
يمكن أن تؤدي المستويات العالية من الفاسوبريسين إلى انخفاض في الدافع الجنسي للإناث. وقد لوحظ وجود صلة بين إطلاق فاسوبريسين والعدوان في الإناث، مما قد يضعف من الإثارة الجنسية للتكاثر الجنسي والدافع الجنسي عن طريق التسبب في مشاعر الإهمال والعداء تجاه الشريك الجنسي.  ويشارك فاسوبريسين في الذكور في مرحلة الإثارة. وقد تبين أن مستويات الفازوبريسين تزداد خلال مرحلة الانتصاب في الإثارة الجنسية للتكاثر الذكري، وتنخفض مرة أخرى إلى خط الأساس بعد القذف.  قد تترافق زيادة فاسوبريسين أثناء مرحلة الانتصاب مباشرة مع زيادة الدافع للانخراط في السلوك الجنسي.

## البحث الاكلينيكي

### الرجال
- التستوستيرون ضروري للرغبة الجنسية والإثارة لدى الرجال.[19][20][21] يبدو أن تحويل التستوستيرون إلي استراديول الإستروجين مسؤول جزئيًا عن آثار التستوستيرون على الرغبة الجنسية والوظيفة لدى الرجال.[22][23][24] قد يكون لخفض هرمون التستوستيرون لديهيدروتستوستيرون (DHT) الأندروجين الأكثر فعالية مساهمة صغيرة في آثار التستوستيرون على الرغبة الجنسية والوظيفة لدى الرجال.[25] بناءً على الأبحاث على الحيوانات، قد يشترك أيضا ديهيدروتستوستيرون بما في ذلك الستيرويدات العصبية والأستروجينات الضعيفة في الوظيفة الجنسية لدى الرجال.[26][27][28] 
يعاني الرجال من العجز الجنسي عند مستويات هرمون تستوستيرون أقل من 300 نانوغرام / ديسيلتر، غالبا ما يواجه مثل هذه المشاكل في الرجال الذين لديهم مستويات هرمون تستوستيرون من حوالي 200 نانوغرام / ديسيلتر.[29][30] [31]الفقدان الكامل لإنتاج هرمون تستوستيرون الخصية مما يؤدي إلى مستويات هرمون تستوستيرون داخل نطاق الإخصاء (انخفاض 95 ٪، إلى 15 نانوغرام / ديسيلتر في المتوسط) مع الإخصاء الجراحي أو الطبي يسبب اختلال وظيفي جنسي عميق في الرجال. [26][27][28]
- يؤدي الخفض الملحوظ لإنتاج التستوستيرون في الخصية مما يؤدي إلى مستويات هرمون تستوستيرون أعلى بقليل من معدله في الإخصاء / الأنثى (انخفاض بنسبة 70 إلى 80٪، إلى 100 نانوغرام / ديسيلتر في المتوسط) وتتناقص مستقبلات الأندروجين مع جرعة أحادية عالية من سيبروتيرون أسيتات تؤدي إلى خلل جنسي عميق في الرجال. [31][30] أظهر علاج الرجال الذين يعانون من الإخصاء الطبي وإضافة جرعات متعددة من هرمون التستوستيرون لاستعادة مستويات هرمون التستوستيرون (إلى مدى يتراوح بين 200 إلى 900 نانوغرام / ديسيلتر) أن الرغبة الجنسية تعتمد علي جرعة التستوستيرون. [31] إن المعالجة الأحادية بجرعة عالية مع مضادات مستقبلات الاندروجين مثل بيكالاميد أو إنزالوتاميد والتي تحافظ على مستويات هرمون تستوستيرون وإستراديول، لها تأثير سلبي بسيط إلى معتدل على الرغبة الجنسية ووظيفة الانتصاب لدى الرجال على الرغم من الحجب القوي لمستقبلات الاندروجين.[32][33][34][35]
- تحافظ مكملات استراديول على رغبة جنسية أكبر لدى الرجال الذين يعانون من الإخصاء الجراحي أو الطبي.[36] [37][38]العلاج بهرمون الاستروجين بجرعة عالية، والذي يؤدي إلى قمع ملحوظ أو كامل لإنتاج هرمون تستوستيرون الخصية مثل مستويات هرمون التستوستيرون في حالة الإخصاء (انخفاض 95 ٪، إلى أقل من 50 نانوغرام / ديسيلتر)، يسبب انخفاض الرغبة الجنسية والوظيفة.[39][40] ومع ذلك، فإن الوظيفة الجنسية والنشاط يبدوان أفضل بكثير مع علاج جرعة عالية من الاستروجين مقارنة بالإخصاء الجراحي. [39][40] أظهر علاج الرجال الذين يعانون من الإخصاء الطبي أضافة هرمون التستوستيرون لاستعادة مستويات هرمون التستوستيرون- مع أو بدون مثبط أروماتيز أنستروزول- أن الوقاية من تحويل هرمون التستوستيرون إلى استراديول منعت جزئياً استعادة الرغبة الجنسية والضعف الجنسي لدى الرجال.[41] ومع ذلك، لم يكن هذا هو الحال في دراسة أخرى مع تصميم مماثل يستخدم التستولاكتون المثبط. [36][42][43][44] يبدو أن الرجال الذين يعانون من نقص الأروماتاز ومتلازمة عدم الحساسية للإستروجين وبالتالي نقص الإستروجين لديهم الرغبة الجنسية الطبيعية والوظيفة والنشاط. [30][36] ومع ذلك، فإن مكملات الاستراديول في بعض الرجال الذين يعانون من نقص الأروماتيز زادت الرغبة الجنسية والنشاط ولكن ليس في الرجال الآخرين الذين يعانون من نقص الأروماتيز. [30][31] [45]تم العثور على أن العلاج باستخدام تاموكسيفين الحاجب لمستقبلات هرمون الاستروجين الانتقائي (SERM) يقلل الرغبة الجنسية لدى الرجال الذين عولجوا من سرطان الثدي الذكري. [36][36][46] ومع ذلك، لم تكتشف دراسات أخرى أو أبلغت عن انخفاض الوظيفة الجنسية لدى الرجال الذين عولجوا بمضادات مستقبلات الإستروجين بما في ذلك تاموكسيفين، وكلوميفين، ورالوكسيفين، وتوريميفين. [39][40]

### النساء
يبدو أن الاستراديول هو أهم هرمون للرغبة الجنسية لدى النساء.    تزيد مستويات الاستراديول في فترة التبويض من الرغبة الجنسية لدى النساء.  قد يشارك البروجسترون أيضًا في الوظيفة الجنسية لدى النساء بناءً على البحوث على الحيوانات.  تشير البحوث السريرية المحدودة للغاية إلى أن هرمون البروجسترون لا يزيد من الرغبة الجنسية وقد يقلله. هناك القليل من الدعم لفكرة أن المستويات الفسيولوجية لهرمون التستوستيرون مهمة للرغبة الجنسية لدى النساء، على الرغم من أن المستويات فوق الفسيولوجية لهرمون التستوستيرون يمكن أن تزيد من الرغبة الجنسية لدى النساء بشكل مشابه للمستويات العالية في الرجال. 
لا يوجد ارتباط يذكر بين مستويات هرمون التستوستيرون الكلي ضمن النطاق الفسيولوجي الطبيعي والرغبة الجنسية لدى النساء قبل انقطاع الطمث.  لا تزيد الرغبة الجنسية لدى النساء المصابات بمتلازمة المبيض المتعدد الكيسات (PCOS) على الرغم من ارتفاع مستويات هرمون التستوستيرون.  تتحسن الرغبة الجنسية في النساء المصابات بمتلازمة تكيس المبايض فعليًا بعد علاج حالتهن، ويرجع ذلك على الأرجح إلى تحسن الأداء النفسي (مثل صورة الجسم). 
لا تنخفض الرغبة الجنسية لدى النساء المصابات بمتلازمة عدم الحساسية الكاملة للاندروجين (CAIS) مقارنة بالنساء اللائي لم يتأثرن بالاندروجين غير الوظيفية بالكامل.  تزداد الرغبة الجنسية أو تتغير في معظم النساء اللائي يتناولن حبوب منع الحمل.   هذا على الرغم من حقيقة أن جميع حبوب منع الحمل المركبة تقريبًا تحتوي على إيثينيل استراديول الاستروجين، والجرعات النموذجية من إيثينيل إستراديول الموجودة في حبوب منع الحمل المركبة تزيد من مستويات الجلوبيولين المرتبط بالهرمونات الجنسية بمقدار 2 إلى 4 أضعاف وبالتالي تقليل مستويات هرمون التستوستيرون الحر بنسبة 40 إلى 80 ٪. ومع ذلك، هناك بعض التقارير المتضاربة حول آثار حبوب منع الحمل المركبة على الوظيفة الجنسية لدى النساء. أظهر تحديد النسل بالبروجستيرون فقط تأثيرات مختلطة على الرغبة الجنسية والوظيفة الجنسية.  تتسبب مضادات مستقبلات الاندروجين مثل الفلوتاميد والبيكوتاميد في انخفاض الرغبة الجنسية لدى النساء بشكل طفيف. 
لا تزيد الجرعات القليلة من هرمون التستوستيرون التي تؤدي إلى مستويات فسيولوجية من هرمون التستوستيرون (<50 نانوغرام / ديسيلتر) الرغبة الجنسية لدى النساء. الجرعات عالية من هرمون التستوستيرون التي تؤدي إلى مستويات فوق فسيولوجية من هرمون التستوستيرون (> 50 نانوغرام / ديسيلتر) تؤدي إلي زيادة كبيرة للرغبة الجنسية لدى النساء، مع مستويات هرمون تستوستيرون من 80 إلى 150 نانوغرام / ديسيليتر «الرغبة الجنسية» زيادة «قليلا».  جرعات أكبر من هرمون التستوستيرون قد تؤدي إلى تأثيرات أكبر على الرغبة الجنسية لدى النساء.  تؤدي الجرعات العالية من هرمون التستوستيرون (مع مستويات> 50 نانوغرام / ديسيلتر) إلي خطر الإصابة بالتذكير (على سبيل المثال: حب الشباب ونمو الشعر وتغيرات الصوت) مع العلاج طويل الأجل لدى النساء.  تعزز الجرعات العالية من هرمون التستوستيرون  آثار جرعات منخفضة من هرمون الاستروجين على الرغبة الجنسية.   قد يزيد التيبولون والبروجستين والأندروجين من الدافع الجنسي بدرجة أكبر من العلاج بالإستروجين- البروجستيرون القياسي عند النساء بعد انقطاع الطمث.

### الأفراد المتحولين جنسيا
يزيد علاج التستوستيرون من الرغبة الجنسية والإثارة لدى الرجال المتحولين جنسياً. العلاج بالإستراديول ومضادات الأندروجين يقلل الرغبة الجنسية والإثارة لدى النساء المتحولات جنسياً.  ومع ذلك، فإن العلاج باستراديول في النساء المتحولات جنسياً اللائي خضعن لخصي جراحي يبدو أنه يحافظ على رغبة ونشاط جنسي أكبر بكثير من المتوقع للإخصاء الجراحي وحده. يزيد علاج التستوستيرون من الرغبة الجنسية والإثارة لدى الرجال المتحولين جنسياً.  العلاج بالإستراديول ومضادات الأندروجين يقلل الرغبة الجنسية والإثارة لدى النساء المتحولات جنسياً.  ومع ذلك، فإن العلاج باستراديول في النساء المتحولات جنسياً اللائي خضعن لخصي جراحي يبدو أنه يحافظ على رغبة ونشاط جنسي أكبر بكثير من المتوقع للإخصاء الجراحي وحده.